# Städtisches Museum Viadrina

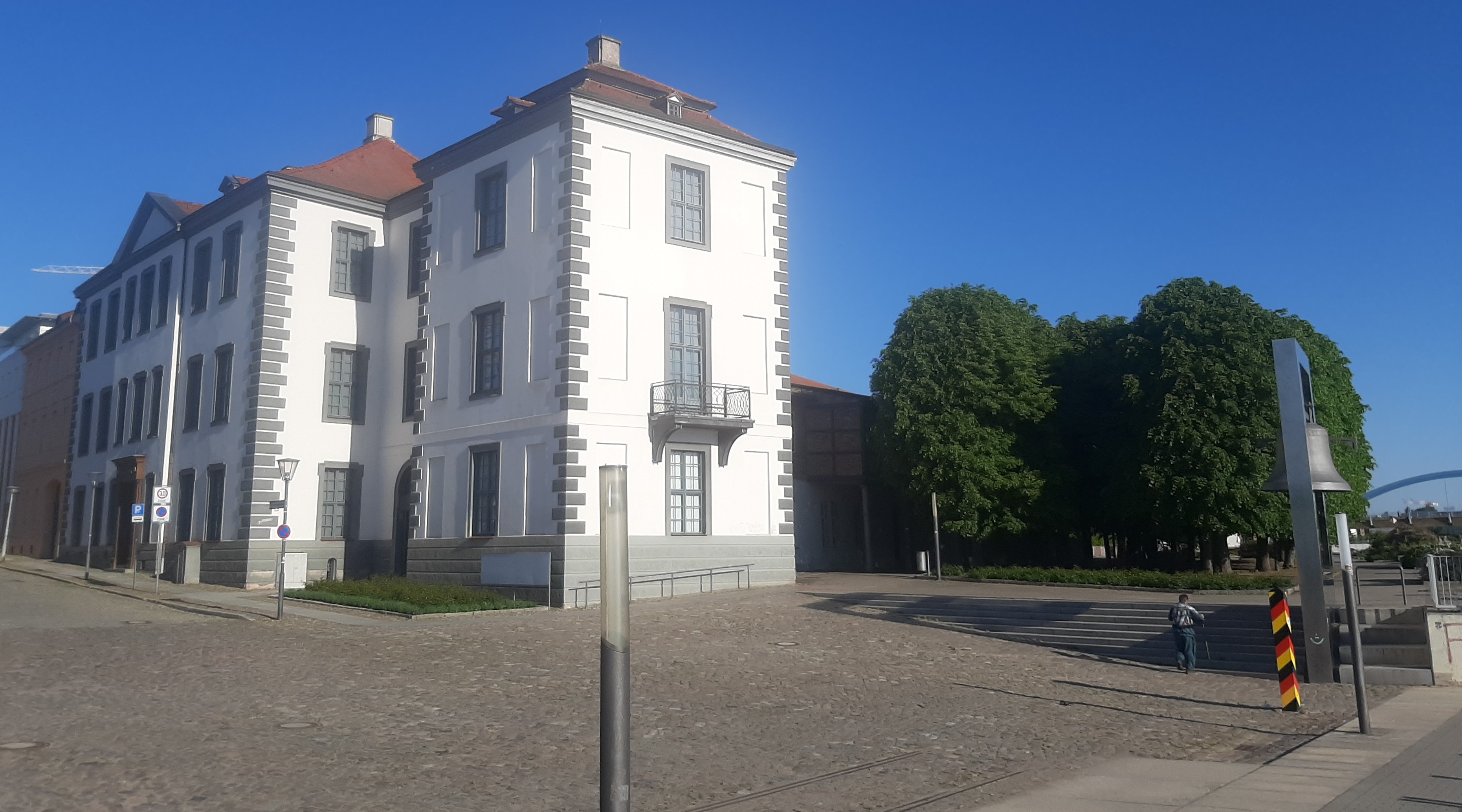
Museum Viadrina: Das Junkerhaus an der Frankfurter Oderpromenade

Das Städtische Museum Viadrina ist das größte kulturhistorische Museum Ostbrandenburgs. Es widmet sich in seiner Dauerausstellung und in verschiedenen Sonderausstellungen der Geschichte der Stadt Frankfurt (Oder) und der Region Ostbrandenburg bzw. der Neumark. Es ist ein Teilbetrieb des kommunalen Eigenbetriebes Kulturbetriebe Frankfurt (Oder).
Das Museum Viadrina ist im Junkerhaus, einem überregional bedeutsamen Baudenkmal aus der Zeit des Barock, untergebracht. Dem Museum ist die Gedenk- und Dokumentationsstätte „Opfer politischer Gewaltherrschaft“ angegliedert.

## Geschichte

### Das Lienauhaus bis 1945
Der seit 1860 bestehende „Historisch-statistische Verein zu Frankfurt a. d. O.“, der Verein für Naturwissenschaften und der Kunstverein hatten bis 1905 eigene Sammlungen zusammengetragen. Erst jetzt bot sich ihnen die Möglichkeit, ein Haus zu erwerben, um ihre Sammlungsschätze zu präsentieren. Das um 1780 von Stadtbauinspektor Martin Friedrich Knoblauch (oder 1788 von Karl Friedrich Bohne) errichtete Patrizierhaus in Besitz der Weinhändlerfamilie Lienau sollte nach Geschäftsliquidation verkauft werden. Etwa einhundert Frankfurter Bürgerinnen und Bürger gründeten eine Museumsgesellschaft, um das Haus in der Oderstraße 15 (heute etwa Kleine Oderstraße 2) kaufen zu können. Durch finanzielle Zuwendungen der Stadt und der Provinzialregierung gelang der Kauf. Die Vereine legten ihre Sammlungen zusammen und am 20. Mai 1905 wurde das „Museum für Kunst und Wissenschaft“ eröffnet. 1923 gingen das Haus und die Sammlung von Martin Michael Lienau in den Besitz der Stadt Frankfurt (Oder) über.
Zu den Ausstellungsstücken gehörten die Innenausstattung des Hauses mit Kachelöfen, Möbelstücken und Holzplastiken sowie zahlreiche Abbildungen mit Darstellungen der Stadt und von Frankfurter Persönlichkeiten. Des Weiteren gab es Sammlungen von Keramik und Zinn, Münzen und Medaillen aus Brandenburg/Preußen, Sammlungen der Geologie, Botanik, Ur- und Frühgeschichte und Völkerkunde. Darüber hinaus existierte eine große Bibliothek mit literarischen Werken, insbesondere von und über Heinrich von Kleist. 1936 wurde das Haus in „Oderlandmuseum“ umbenannt. Das 1922 im Geburtshaus Heinrich von Kleists eingerichtete Museum für Heinrich und Ewald Christian von Kleist wurde 1937 in das Oderlandmuseum verlegt und bezog zwei Schauräume.
1945 brannte das Lienauhaus zum Ende des Zweiten Weltkrieges nieder. Eine Augenzeugin berichtete von einem Beutekommando der Roten Armee, das als wertvoll eingeschätzte Stücke einsammelte und einem darauf folgenden Brandkommando, das das Haus mit großem Aufwand niederbrannte.

### Geschichte im Junkerhaus ab 1956
Der Rat der Stadt unter Oberbürgermeisterin Else Noack stellte dem Museum per Ratsbeschluss 1956 einige Räume im Junkerhaus zur Verfügung. Am 15. August 1957 begann Direktor Ernst Walter Huth das Museum „mit leeren Händen und in leeren Räumen“ in der ersten Etage aufzubauen. Im März 1959 wurde in drei Räumen in der ersten Etage eine ur- und frühgeschichtliche Ausstellung gezeigt. Im März 1962 wurde die Ausstellung um Stücke der mittelalterlichen Stadtgeschichte erweitert. Die Exponate stammten zum großen Teil aus geborgenen Stücken aus dem zerstörten Frankfurter Stadtkern. Vor der Sprengung des Großen Philosophischen Collegiums der Alma Mater Viadrina am 20. Dezember 1962 wurde ein Abguss des Portals genommen und am Eingang des Junkerhauses angebracht. Ab dem 20. Oktober 1962 fanden im Museum Konzerte der Staatskapelle Berlin auf historischen Musikinstrumenten unter der Leitung des Frankfurter Komponisten und Kantors Hans Stein (1909–1978) statt. Auf Antrag des Museumsdirektors beim Rat der Stadt unter Fritz Krause erfolgte 1969 die Umbenennung des Hauses in „Museum Viadrina“.
Nach dem Weggang Ernst Walter Huths im Jahr 1979 fanden unter dem neuen Leiter Joachim Winkler weiterhin Vergrößerungen der Ausstellung und der Sammlungsbestände statt. 1970 kaufte die Stadt die Sammlung historischer Musikinstrumente des Musikalexzentrikers Berol Kaiser-Reka (* 1930) an. Die Sammlung wurde im Museum präsentiert und von Kaiser-Reka im Rahmen musikalischer Vorträge vorgeführt. Im Jahr 1974 wurde anlässlich des 75. Konzerts auf historischen Musikinstrumenten das „Convivium musicum viadrianae“ unter Leitung von Hans Stein gegründet. 1979 wurde eine Abteilung für Frankfurter Musikgeschichte mit Neugestaltung der Reka-Sammlung historischer Musikinstrumente in vier Räumen eröffnet. 1982 wurden die Ausstellung „Ur- und Frühgeschichte des Oder-Spree-Gebietes“ neu eröffnet, das Magazin in der Gartenstraße ausgebaut und die ständige Ausstellung „1933 bis 1945 im Gebiet des Bezirkes Frankfurt (Oder)“ eröffnet. Im März 1986 mussten die Ausstellungsräume wegen Einsturzgefahr geschlossen werden. Die Exponate der Reka-Sammlung historischer Musikinstrumente wurden im Musikkabinett im Doppelpfarrhaus der Nikolaikirche (vormaliges Stadtarchiv Frankfurt (Oder)) gezeigt. Die Konzerte auf historischen Musikinstrumenten fanden in der wiederhergestellten Sakristei der Marienkirche statt.
Mit Beginn des Jahres 1991 wurde Siegfried Griesa Museumsdirektor. Trotz der andauernden Sanierungsarbeiten wurden im Foyer und in einem Raum Vortragsreihen gehalten. 1991 begann der Aufbau der Gedenk- und Dokumentationsstätte „Opfer politischer Gewaltherrschaft“. Im selben Jahr wurde die von Achim Heselbarth geschaffene Schulsammlung übernommen und in zur Verfügung gestellten Schulräumen in der Wieckestraße gezeigt. Nachdem diese Räume nicht mehr zur Verfügung standen, wurde das Schulmuseum im Schulgebäude Potsdamer Straße 4 neu eingerichtet und 1992 eröffnet. Eine Teileröffnung der Ausstellung „Opfer politischer Gewaltherrschaft“ in der ehemaligen Untersuchungshaftanstalt in der Collegienstraße 10 fand am 17. Juni 1994 statt. Die Ausstellung und Vorführung der historischen Musikinstrumente im Doppelpfarrhaus Collegienstraße 9 wurde nach dem Weggang Berol Kaiser-Rekas aus Frankfurt aufgegeben. Ab dem 12. Oktober 1996 wurden Instrumente in der Konzerthalle Carl Philipp Emanuel Bach gezeigt und vorgeführt. Mit der Ausstellung „Die Viadrina – eine preußische Universität im 18. Jahrhundert“ vom 9. Juni bis zum 14. Oktober 2001 anlässlich des so genannten Preußenjahres konnte das Erdgeschoss dem Museum Viadrina wieder zur Nutzung übergeben werden. Im Dezember 2001 fusionierten das Museum Viadrina und das Museum Junge Kunst zu den Städtischen Museen Junge Kunst und Viadrina. Leiterin wurde die vorherige Chefin des Museums Junge Kunst, Brigitte Rieger-Jähner. 2003 konnte das Museum Viadrina nach mehrjähriger Schließung des regulären Museumsbetriebes im sanierten Junkerhaus mit einer neuen Ausstellung zur Stadt- und Regionalgeschichte wiedereröffnet werden.
Im Jahr 2017 wurde das Museum Junge Kunst und Viadrina nach 16 gemeinsamen Jahren organisatorisch wieder entflochten. Mit dem Gesetz über die Brandenburgische Kulturstiftung Cottbus-Frankfurt (Oder) (Brandenburgisches Kulturstiftungsgesetz – KultStG) vom 30. Juni 2017 wurde das Museum Junge Kunst mit dem Kunstmuseum Dieselkraftwerk Cottbus zum Brandenburgischen Landesmuseum für moderne Kunst (BLmK) zusammengeführt. Das Städtische Museum Viadrina wurde 2017 ein Teilbetrieb des Eigenbetriebes Kulturbetriebe Frankfurt (Oder) und befindet sich seitdem in kommunaler Trägerschaft. Leiter wurde der langjährige Mitarbeiter Martin Schiek,  der im Jahr 2020 in den Ruhestand ging. Sein Nachfolger wurde Tim S. Müller.
Die Arbeit des Museums wird durch den Verein der Freunde und Förderer des Museums Viadrina e.V. unterstützt.

## Sammlung
Das Museum Viadrina hat mehr als 100.000 Objekte in seinen Sammlungen. Sammlungsschwerpunkte sind
- die Ur- und Frühgeschichte (ab Altsteinzeit), vorrangig das Oder-Spree-Gebiet, insbesondere Gruppen der Lausitzer Kultur (Aurith, Göritz) sowie der germanischen und slawischen KulturBodenfunde vom 13. bis 19. Jahrhundert aus den Stadtkerngrabungen in Frankfurt (Oder)
- kulturgeschichtliches Material aus dem Oderland, zum Beispiel märkische Glasmarken, Dokumente, Plakatkunst, Sachzeugnisse ab 1945
- Sammlungsstücke zur Schul- und Sportgeschichte
- Gemälde seit dem 18. Jahrhundert und Gemälde und Grafiken des 19./20. Jahrhunderts mit der Thematik Frankfurt (Oder) und Oderlandschaft
- Keramik, Metall, Glas des 18. bis 20. Jahrhunderts, Numismatik und Medaillen, Waffen, Möbel (insbesondere barockes Mobiliar), Hausrat und Textilien, Rundfunkgeräte und Rundfunktechnik, Elektronik (Halbleiter)
- REKA-Sammlung historischer Musikinstrumente, über 400 vorwiegend mitteleuropäische Instrumente des 18. bis 20. Jahrhunderts[9]
- Zeugnisse der Kriegsgefangenen- und Heimkehrergeschichte, insbesondere mit Bezug zur Sowjetunion
- Tonträger, eine Studienbibliothek mit ca. 12.000 Bänden unter anderem zu den Sachgebieten der Stadt- und Regionalgeschichte, Pädagogik, Kunst, Volkskunde und Museologie.